# Melgar de Tera
Melgar de Tera – gmina w Hiszpanii, w prowincji Zamora, w Kastylii i León, o powierzchni 40,91 km². W 2011 roku gmina liczyła 423 mieszkańców.